# Kępka (osada)
Kępka – mała osada w Polsce, położona w województwie zachodniopomorskim, w powiecie sławieńskim, w gminie Darłowo.
Według danych z 28 września 2009 roku osada miała 2 stałych mieszkańców.
W latach 1975–1998 miejscowość położona była w województwie koszalińskim.